# Boua Khay Khone Svengsuksa
Boua Khay Khone Svengsuksa, née à Savannakhet en 1948 est une mathématicienne et botaniste laotienne. Ses travaux portent sur la flore du Laos et plus particulièrement sur les plantes médicinales et les orchidées. 

## Biographie
Après des études commencées en 1968 à la faculté des Sciences de Bordeaux, Boua Khay Khone Svengsuksa retourne au Laos en 1974 et occupe un poste de professeur au département de biologie et chimie dont elle prend la responsabilité en 1981. Elle accède en 1996 à la fonction de directrice de la faculté des sciences. Elle est membre du comité scientifique du Jardin botanique Pha Tad Ke. Elle soutient sa thèse en 2003 au Muséum d'histoire naturelle de Paris, sur le couvert végétal et la revalorisation des terrains après la culture sur brûlis dans un district du Laos.

## Travaux
Boua Khay Khone Svengsuksa étudie la flore native de son pays, en particulier les plantes médicinale. Elle collabore depuis 1992 avec le Muséum national d'histoire naturelle de Paris et contribue à des ouvrages sur la flore du Laos. Elle décrit deux espèces de la Styrax de la famille des Styracacées. Elle s'est ensuite investie sur les orchidées du Laos. Elle participe au développement du logiciel Orchis destiné à l'identification de 100 espèces d'orchidées indigènes du Laos afin de faciliter l'identification par les douaniers des espèces menacées et d'en empêcher l'exportation frauduleuse.

## Taxons décrits
- Styrax agrestis var. curvirostratus Svengs., Fl. Cambodge, Laos & Vietnam 26: 176 (1992) (1992).
- Styrax rufopilosus Svengs., Fl. Cambodge, Laos & Vietnam 26: 154 (1992) (1992).

## Publications
- (en) Hans-Joachim Esser, Matthew H. P. Jebb, Prachaya Srisanga, Marian Ørgaard, Yu Ito, Leena Phuphathanaphong, Kongkanda Chayamarit, Nannapat Pattharahirantricin, Peter C. Van Welzen, Boua K. Svengsuksa, Chawalit Niyomdham et Metinee Tarumatsawat, Flora of Thailand, vol. 14 : Araliaceae, Berberidaceae, Cabombaceae, Ceratophyllaceae, Malvaceae (Malvoideae), Styracaceae and Thymelaeaceae (part. 2), Bangkok, The Forest Herbarium, 2019.
- Pierre Bonnet, Daniel Barthelemy, Pierre Grard, André Schuiteman et Boukhaykhone Svengsuksa, « Un système d’identification graphique des Orchidées du Laos », Les Cahiers de la Société Française d'Orchidophilie, vol. 8,‎ 2011, p. 160-167.
- André Schuiteman, Pierre Bonnet, Bouakhaykhone Svengsuksa et Daniel Barthélémy, « An annotated checklist of the Orchidaceae of Laos », Nordic Journal of Botany, vol. 26,‎ 2008, p. 257-316.
- M. Newman, P. Thomas, Soulivanh Lanorsavanh, Sounthone Ketphanh, Bouakhaykhone Svengsuksa et Vichith Lamxay, « New records of angiosperms and pteridophytes in the flora of Laos », Edinburgh Journal of Botany, vol. 64,‎ 2007, p. 225-251.
- (en) M. Newman, S. Ketphanh, B. Svengsuksa, P. Thomas, K. Sengdala, V. Lamxay et K. Armstrong, A Checklist of the Vascular Plants of Lao PDR, Édimbourg, Royal Botanic Garden, 2007.
- (lo) B. Svengsuksa et V. Lamxay, Field Guide to the Orchids of Lao PDR, Vientiane, National University of Lao PDR, 2005.
- Chi-ming Hu, Boua Khay Khone Svengsuksa, Jules Eugène Vidal et Philippe Morat, « Rhoipteleaceae, Juglandaceae, Thymelaeaceae, Proteaceae Primulaceae », dans Flore du Cambodge, du Laos et du Viêt Nam, Paris, Muséum national d'histoire naturelle, 1992 (ISBN 2856541941).